# 스테가노그래피

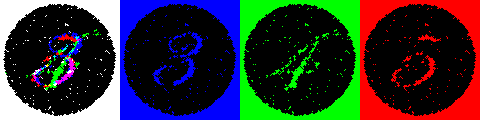
흰색, 파란색, 녹색, 빨간색 빛으로 보았을 때 다른 숨겨진 숫자가 나타나는 동일한 이미지.

스테가노그래피(Steganography)는 숨겨진 정보의 존재가 의심하지 않는 사람의 검사에는 드러나지 않도록 다른 메시지나 물리적 개체 내에 정보를 나타내는 기술이다. 컴퓨팅/전자 환경에서는 컴퓨터 파일, 메시지, 이미지 또는 비디오가 다른 파일, 메시지, 이미지 또는 비디오 내에 숨겨진다. 일반적으로 숨겨진 메시지는 이미지, 기사, 쇼핑 목록 또는 기타 표지 텍스트와 같은 다른 것으로 보이거나 그 일부로 보인다. 예를 들어, 숨겨진 메시지는 사적인 편지의 보이는 줄 사이에 투명 잉크로 있을 수 있다. 공식적인 공유 비밀이 없는 일부 스테가노그래피 구현은 보안을 위한 모호성의 한 형태이며, 키에 의존하는 스테가노그래피 방식은 케르크호프스의 원리를 따르려고 한다.
스테가노그래피라는 단어는 그리스어 스토가노그라피아(steganographia)에서 유래했으며, "덮거나 숨겨진"을 의미하는 스테가노스(steganós, στεγανός)와 "쓰기"를 의미하는 -그라피아(-graphia, γραφή)가 결합된 것이다. 이 용어의 첫 번째 기록된 사용은 1499년 요하네스 트리테미우스가 마법에 관한 책으로 위장한 스테가노그라피아라는 암호학과 스테가노그래피에 대한 논문에서였다.
스테가노그래피가 암호화 단독보다 갖는 장점은 의도된 비밀 메시지가 면밀한 조사 대상으로서 스스로 주의를 끌지 않는다는 점이다. 아무리 해독하기 불가능한 암호화된 메시지라도 눈에 띄게 보이는 메시지는 흥미를 유발하며 암호화가 불법인 국가에서는 그 자체로 유죄의 증거가 될 수 있다. 암호화는 메시지 내용만 보호하는 기술인 반면, 스테가노그래피는 비밀 메시지가 전송된다는 사실과 그 내용 모두를 숨기는 데 관심이 있다.
스테가노그래피는 컴퓨터 파일 내에 정보를 숨기는 것을 포함한다. 디지털 스테가노그래피에서 전자 통신은 문서 파일, 이미지 파일, 프로그램 또는 프로토콜과 같은 전송 계층 내에 스테가노그래피 코딩을 포함할 수 있다. 미디어 파일은 크기가 크기 때문에 스테가노그래피 전송에 이상적이다. 예를 들어, 발신자는 무해한 이미지 파일로 시작하여 매 100번째 화소의 색상을 알파벳의 글자에 해당하도록 조정할 수 있다. 이러한 변경은 너무 미묘하여 찾지 않는 사람은 그 변화를 알아차리기 어렵다.

## 역사

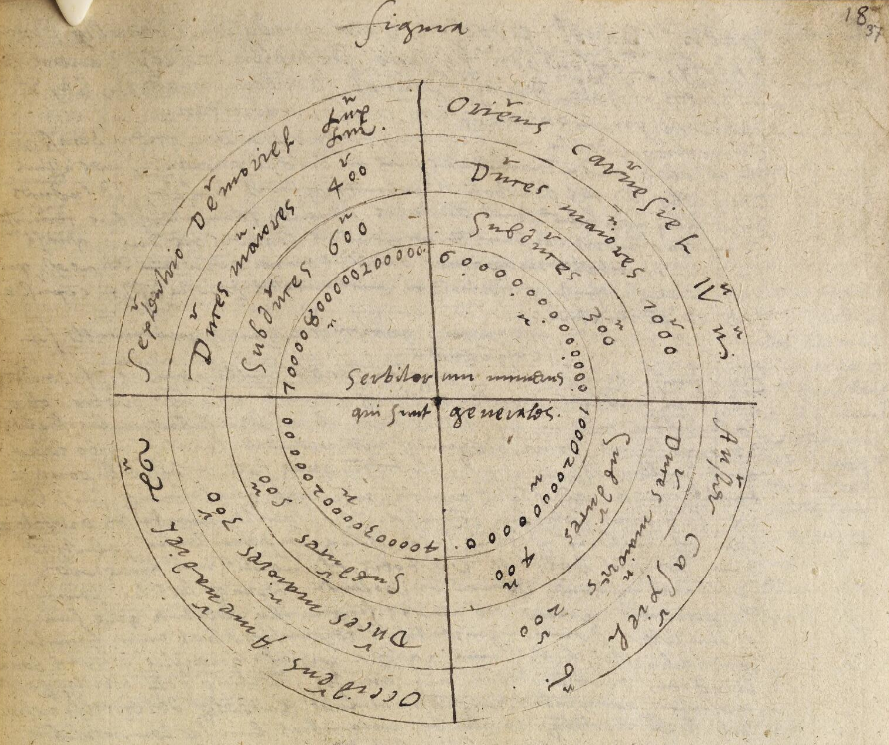
1591년 존 디가 복사한 요하네스 트리테미우스의 스테가노그라피아에서 발췌한 도표

스테가노그래피의 첫 기록된 사용은 기원전 440년 그리스로 거슬러 올라간다. 이때 헤로도토스는 자신의 역사에서 두 가지 예를 언급한다. 히스티아이오스는 그의 충실한 하인의 머리를 밀어 메시지를 두피에 "새긴" 다음, 머리카락이 다시 자란 후에 "밀레투스에 가면 아리스타고라스에게 머리를 밀게 하고 그 위에 있는 것을 보라고 말하라"는 지시와 함께 그를 보냈다. 또한, 데마라투스는 밀랍 표면을 바르기 전에 밀랍 서판의 나무 뒷면에 직접 써서 그리스에 임박한 공격에 대한 경고를 보냈다. 밀랍 서판은 당시 재사용 가능한 필기 표면으로 흔히 사용되었으며, 때로는 속기에도 사용되었다.
요하네스 트리테미우스는 자신의 저서 폴리그라피아에서 아베 마리아 암호를 개발하여 라틴어 찬양 속에 정보를 숨길 수 있게 했다. 예를 들어, "Auctor sapientissimus conseruans angelica deferat nobis charitas potentissimi creatoris"는 숨겨진 단어 VICIPEDIA를 포함한다.

## 기술

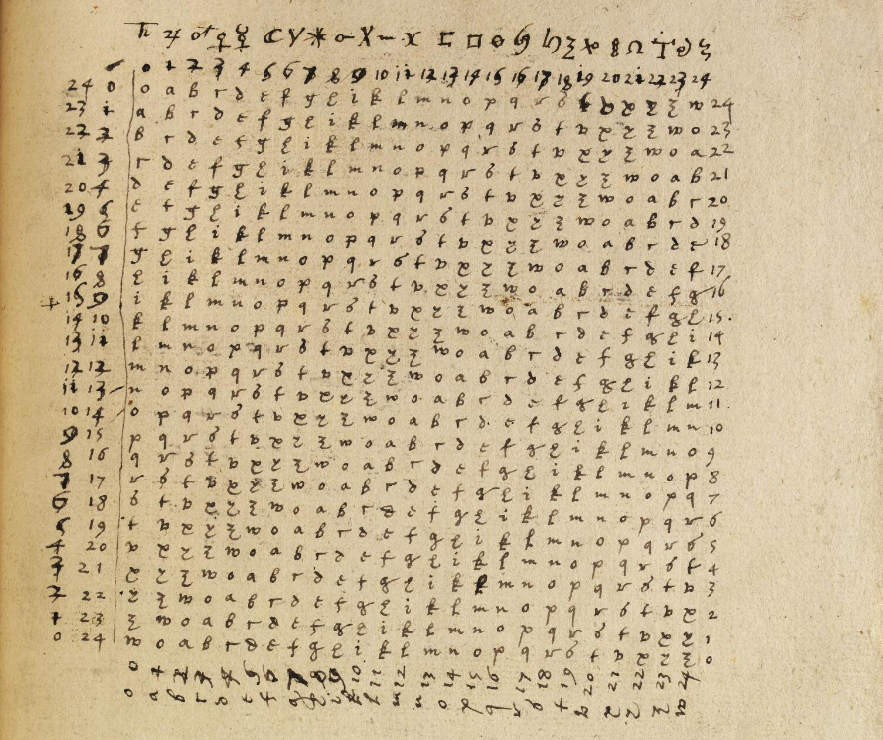
암호 해독. 스테가노그라피아

메시지를 다른 매체에 삽입하기 위해 역사적으로 수많은 기술이 개발되었다.

### 물리적
메시지를 물리적 항목에 넣는 것은 수세기 동안 널리 사용되어 왔다. 몇 가지 주목할 만한 예로는 종이에 투명 잉크, 택배 기사가 착용한 실에 모스 부호로 메시지 작성, 마이크로닷, 또는 악보에 음표로 메시지를 숨기기 위한 음악 암호 사용 등이 있다.

#### 사회적 스테가노그래피
사회적 또는 정부적 금기나 검열이 있는 공동체에서는 사람들이 문화적 스테가노그래피를 사용한다. 이는 숙어, 대중문화 인용, 그리고 공개적으로 공유하고 감시된다고 가정하는 다른 메시지 속에 메시지를 숨기는 방식이다. 이는 사회적 맥락에 의존하여 특정 독자에게만 기본 메시지가 보이도록 한다. 예시는 다음과 같다:
- 공유 비디오 또는 이미지의 제목과 맥락에 메시지 숨기기.
- 특정 주에 미디어에서 인기 있는 이름이나 단어를 오타를 내어 다른 의미를 암시하기.
- 페인트 또는 다른 그림 도구를 사용하여 추적할 수 있는 그림 숨기기.

### 디지털 메시지

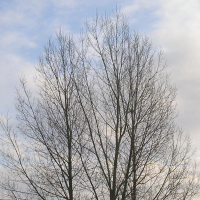
스테가노그래피적으로 숨겨진 이미지가 있는 나무 이미지. 숨겨진 이미지는 각 색상 구성 요소의 두 비트를 제외한 모든 최하위 비트를 제거하고 이후 정규화하여 드러난다. 숨겨진 이미지는 아래에 나와 있다.

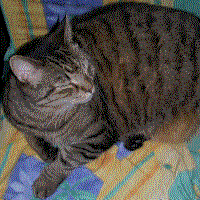
위의 나무 이미지에서 추출된 고양이 이미지.

컴퓨터의 등장 이래로 디지털 커버 미디어에 메시지를 삽입하는 기술이 개발되었다. 숨길 메시지는 종종 암호화된 다음, 훨씬 더 큰 암호화된 데이터 블록 또는 무작위 데이터 블록(예를 들어, 원 타임 패드와 같은 해독 불가능한 암호는 개인 키 없이는 완벽하게 무작위처럼 보이는 암호문을 생성한다)의 일부를 덮어쓰는 데 사용된다.
이러한 예에는 이미지 또는 사운드 파일의 픽셀 변경, 간격 및 글꼴 선택과 같은 디지털 텍스트 속성, 채핑 및 위노잉, 흉내 함수, 사운드 파일의 에코 수정(에코 스테가노그래피), 및 파일의 무시된 섹션에 데이터 포함 등이 있다.

### 스트리밍 미디어의 스테가노그래피
네트워크 애플리케이션이 발전하는 시대 이후로 스테가노그래피 연구는 이미지 스테가노그래피에서 VoIP와 같은 스트리밍 미디어의 스테가노그래피로 전환되었다.
2003년, 잔놀라(Giannoula) 외 연구진은 소스 비디오 신호의 압축된 형태를 프레임별로 생성하는 데이터 숨김 기술을 개발했다.
2005년, 디트만(Dittmann) 외 연구진은 VoIP와 같은 멀티미디어 콘텐츠의 스테가노그래피 및 워터마킹을 연구했다.
2008년, 황융펑(Yongfeng Huang)과 탕산위(Shanyu Tang)는 저비트율 VoIP 음성 스트림에서 정보 숨김을 위한 새로운 접근 방식을 제시했으며, 그들의 스테가노그래피에 대한 발표된 연구는 저비트율 스트리밍 미디어에서 양자화 인덱스 변조와 함께 그래프 이론을 사용하여 코드북 분할을 개선하려는 최초의 노력이다.
2011년과 2012년에 황융펑(Yongfeng Huang)과 탕산위(Shanyu Tang)는 코덱 매개변수를 커버 객체로 사용하여 실시간 은밀 VoIP 스테가노그래피를 구현하는 새로운 스테가노그래피 알고리즘을 고안했다. 그들의 연구 결과는 IEEE Transactions on Information Forensics and Security에 발표되었다.
2024년, 체닷(Cheddad)과 체닷은 기계 학습 기술과 잠재 정보를 조합하여 손실되거나 손상된 오디오 신호를 재구성하기 위한 새로운 프레임워크를 제안했다. 그들의 논문의 주요 아이디어는 스테가노그래피, 하프토닝(디더링), 그리고 최첨단 얕은 및 딥 러닝 방법(예: RF, LSTM)을 융합하여 오디오 신호 재구성을 향상시키는 것이다. 스테가노그래피, 하프토닝, 그리고 오디오 신호 재구성을 위한 기계 학습의 이러한 조합은 이 접근 방식을 최적화하거나 이미지 재구성(예: 인페인팅)과 같은 다른 영역에 적용하는 추가 연구에 영감을 줄 수 있다.

### 적응형 스테가노그래피
적응형 스테가노그래피는 커버 미디어의 특정 특징에 맞춰 임베딩 프로세스를 조정함으로써 디지털 미디어 내에 정보를 숨기는 기술이다. 이 접근 방식의 예는 이 작업에서 잘 나타난다. 그들의 방법은 얼굴 특징을 식별할 수 있는 피부 톤 감지 알고리즘을 개발한 다음 이를 적응형 스테가노그래피에 적용한다. 얼굴 회전을 접근 방식에 통합함으로써, 이 기술은 이미지 내에서 다양한 얼굴 방향에 걸쳐 정보를 덜 탐지 가능하고 더 견고한 방식으로 숨기기 위한 적응성을 향상시키는 것을 목표로 한다. 이 전략은 정적 이미지와 비디오 콘텐츠 모두에서 정보 숨김의 효율성을 잠재적으로 향상시킬 수 있다.

### 사이버 물리 시스템/사물 인터넷
2012년 이후의 학술 연구는 사이버 물리 시스템(CPS)/사물 인터넷(IoT)에 대한 스테가노그래피의 실현 가능성을 입증했다. 일부 CPS/IoT 스테가노그래피 기술은 네트워크 스테가노그래피, 즉 CPS/IoT에서 사용되는 통신 프로토콜에 데이터를 숨기는 것과 중복된다. 그러나 특정 기술은 CPS 구성 요소에 데이터를 숨긴다. 예를 들어, 데이터는 IoT/CPS 구성 요소의 사용되지 않는 레지스터와 IoT/CPS 액추에이터의 상태에 저장될 수 있다.

### 인쇄된
디지털 스테가노그래피 출력물은 인쇄된 문서 형태일 수 있다. 메시지인 평문은 먼저 전통적인 방법으로 암호화되어 암호문을 생성할 수 있다. 그런 다음 무해한 표지 텍스트가 어떤 방식으로든 수정되어 암호문을 포함하도록 만들어져 스테고텍스트가 된다. 예를 들어, 표지 텍스트의 글자 크기, 간격, 글꼴 또는 기타 특성을 조작하여 숨겨진 메시지를 전달할 수 있다. 사용된 기술을 아는 수신자만이 메시지를 복구하고 해독할 수 있다. 프랜시스 베이컨은 이러한 기술로 베이컨 암호를 개발했다.
그러나 대부분의 디지털 스테가노그래피 방법으로 생성된 암호문은 인쇄할 수 없다. 전통적인 디지털 방법은 채널 파일의 잡음을 교란하여 메시지를 숨기는 데 의존하므로, 채널 파일은 전송으로 인한 추가 잡음 없이 수신자에게 전송되어야 한다. 인쇄는 암호문에 많은 잡음을 도입하여 일반적으로 메시지를 복구할 수 없게 만든다. 이러한 제한을 해결하는 기술이 있는데, 주목할 만한 예로 ASCII 아트 스테가노그래피가 있다.

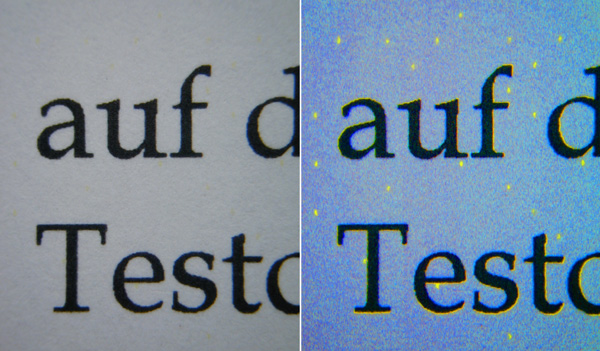
컬러 레이저 프린터에서 나온 노란색 점들

고전적인 스테가노그래피는 아니지만, 일부 최신 컬러 레이저 프린터는 추적성 이유로 육안으로 식별할 수 없는 작은 노란색 점으로 구성된 도트 매트릭스 코드를 사용하여 모델, 일련 번호 및 타임스탬프를 각 인쇄물에 통합한다.

### 네트워크
2015년, 스테판 벤젤(Steffen Wendzel), 세바스티안 잔더(Sebastian Zander) 외 연구진은 네트워크 스테가노그래피 연구에 사용되는 핵심 개념을 요약한 109가지 네트워크 숨김 방법 분류 체계를 제시했다. 이 분류 체계는 최근 몇 년 동안 여러 출판물 및 저자들에 의해 더욱 발전되었으며, CPS 스테가노그래피와 같은 새로운 영역에 맞춰 조정되었다.
1977년, 켄트(Kent)는 "Encryption-Based Protection for Interactive User/Computer Communication," Proceedings of the Fifth Data Communications Symposium, September 1977에서 일반 네트워크 통신 프로토콜에서 은닉 채널 신호의 잠재력을 간결하게 설명했다 (각주에 암호화된 경우에도).
1987년, 걸링(Girling)은 근거리 통신망(LAN)에서 은닉 채널을 처음으로 연구했으며, 세 가지 명백한 은닉 채널(두 개의 저장 채널과 하나의 타이밍 채널)을 식별하고 구현했다. 그의 연구 논문 "Covert channels in LAN's"는 1987년 2월 IEEE Transactions on Software Engineering, vol. SE-13 of 2에 발표되었다.
1989년, 울프(Wolf)는 TCP/IP 프로토콜의 예약 필드, 패드 필드, 정의되지 않은 필드를 사용하여 LAN 프로토콜에 은닉 채널을 구현했다.
2002년, 캄란 아산(Kamran Ahsan)은 네트워크 스테가노그래피에 대한 연구를 훌륭하게 요약했다.
2005년, 스티븐 J. 머독(Steven J. Murdoch)과 스티븐 루이스(Stephen Lewis)는 스프링거(Springer)에서 출판된 "Information Hiding"이라는 책에 "Embedding Covert Channels into TCP/IP"라는 장을 기고했다.
통신 네트워크에서 스테가노그램을 교환하는 데 사용될 수 있는 모든 정보 숨김 기술은 네트워크 스테가노그래피라는 일반적인 용어로 분류될 수 있다. 이 명칭은 원래 2003년 크시슈토프 슈치피오르스키(Krzysztof Szczypiorski)에 의해 도입되었다. 디지털 미디어(이미지, 오디오 및 비디오 파일)를 사용하여 데이터를 숨기는 일반적인 스테가노그래피 방법과 달리, 네트워크 스테가노그래피는 통신 프로토콜의 제어 요소와 그 고유한 기능을 사용한다. 결과적으로 이러한 방법은 탐지하고 제거하기가 더 어려울 수 있다.
일반적인 네트워크 스테가노그래피 방법은 단일 네트워크 프로토콜의 속성을 수정하는 것을 포함한다. 이러한 수정은 프로토콜 데이터 단위(PDU)에 적용될 수 있으며, 교환된 PDU 간의 시간 관계, 또는 둘 다(하이브리드 방법)에 적용될 수 있다.
또한, 비밀 통신을 가능하게 하기 위해 두 개 이상의 다른 네트워크 프로토콜 간의 관계를 활용하는 것이 가능하다. 이러한 애플리케이션은 프로토콜 간 스테가노그래피(inter-protocol steganography)라는 용어 아래에 속한다. 또는 여러 네트워크 프로토콜을 동시에 사용하여 숨겨진 정보를 전송할 수 있으며, 소위 제어 프로토콜은 동적 오버레이 라우팅이나 활용되는 숨김 방법 및 네트워크 프로토콜의 전환을 허용하는 등 기능을 확장하기 위해 스테가노그래피 통신에 내장될 수 있다.
네트워크 스테가노그래피는 다음을 포함하여 광범위한 기술을 포괄한다.
- 스테가노포니 – VoIP 대화에서 메시지 숨김. 예를 들어, 수신자가 일반적으로 무시하는 지연되거나 손상된 패킷을 사용하는 것(이 방법을 LACK – Lost Audio Packets Steganography라고 함) 또는 사용되지 않는 헤더 필드에 정보를 숨기는 것.[42]
- WLAN 스테가노그래피 – 무선 근거리 통신망에서 스테가노그램 전송. WLAN 스테가노그래피의 실제적인 예는 HICCUPS 시스템(Hidden Communication System for Corrupted Networks)이다.[43]

## 추가 용어
스테가노그래피에 대한 논의는 일반적으로 기존의 무선 및 통신 기술과 유사하고 일관된 용어를 사용한다. 그러나 일부 용어는 특히 소프트웨어에 나타나며 쉽게 혼동될 수 있다. 다음은 디지털 스테가노그래피 시스템과 가장 관련성이 높은 용어들이다.
페이로드는 비밀리에 통신되는 데이터이다. 캐리어는 페이로드를 숨기는 신호, 스트림 또는 데이터 파일로, 일반적으로 JPEG 이미지와 같은 입력 유형을 의미하는 채널과는 다르다. 인코딩된 페이로드가 포함된 결과 신호, 스트림 또는 데이터 파일은 때때로 패키지, 스테고 파일 또는 은밀 메시지라고 불린다. 페이로드를 인코딩하기 위해 수정된 바이트, 샘플 또는 기타 신호 요소의 비율을 인코딩 밀도라고 하며, 일반적으로 0에서 1 사이의 숫자로 표현된다.
파일 세트에서 페이로드를 포함할 가능성이 있는 것으로 간주되는 파일은 용의자이다. 어떤 종류의 통계 분석을 통해 식별된 용의자는 후보라고 불릴 수 있다.

## 대책 및 탐지
물리적 스테가노그래피를 탐지하려면 확대경, 현상 화학 물질, 자외선 조명 등을 사용하여 신중한 물리적 검사가 필요하다. 이는 다른 시민들을 감시하기 위해 많은 인력을 고용하는 국가에서도 시간이 많이 소요되는 과정이며 분명한 자원 문제가 따른다. 그러나 교도소나 전쟁 포로(POW) 수용소와 같이 특정 의심 개인이나 기관의 우편물을 검사하는 것은 가능하다.
제2차 세계 대전 중, 전쟁 포로 수용소는 포로들에게 투명 잉크를 드러낼 수 있는 특별 처리된 종이를 제공했다. 1948년 6월 24일자 페이퍼 트레이드 저널(Paper Trade Journal)에 실린 미국 정부 인쇄국 기술 이사 모리스 S. 캔트로비츠(Morris S. Kantrowitz)의 기사에는 이 종이의 개발이 일반적인 용어로 설명되어 있었다. 세 가지 프로토타입 종이(Sensicoat, Anilith, Coatalith)가 미국과 캐나다의 독일 전쟁 포로들에게 제공되는 엽서 및 편지지를 제조하는 데 사용되었다. 만약 포로들이 숨겨진 메시지를 작성하려고 시도하면, 특수 종이가 이를 보이게 만들었다. 미국은 이 기술과 관련된 최소 두 가지 특허를 부여했는데, 하나는 캔트로비츠에게 주어진 미국 특허 2,515,232, "물 감지 종이 및 이를 위한 물 감지 코팅 조성물"로 1950년 7월 18일 특허를 받았고, 다른 하나는 "습기 감지 종이 및 그 제조 방법", 미국 특허 2,445,586로 1948년 7월 20일 특허를 받았다. 유사한 전략은 수용자들에게 수성 투명 잉크와 접촉하면 번지는 수성 잉크로 줄이 그어진 필기 용지를 발행하는 것이다.
컴퓨팅에서 스테가노그래피로 인코딩된 패키지 탐지를 스테그분석이라고 한다. 그러나 수정된 파일을 탐지하는 가장 간단한 방법은 알려진 원본과 비교하는 것이다. 예를 들어, 웹사이트 그래픽을 통해 정보가 이동하는 것을 탐지하려면, 분석가는 알려진 깨끗한 자료 사본을 유지한 다음 이를 현재 사이트 내용과 비교할 수 있다. 캐리어가 동일하다면 차이점은 페이로드를 구성한다. 일반적으로 매우 높은 압축률을 사용하면 스테가노그래피가 어려워지지만 불가능하지는 않다. 압축 오류는 데이터를 숨길 공간을 제공하지만, 높은 압축은 페이로드를 담을 수 있는 데이터 양을 줄여 인코딩 밀도를 높이므로(극단적인 경우, 우연한 관찰로도) 탐지가 더 쉬워진다.
비밀 메시지가 존재하는지 여부를 식별하기 위해 수행할 수 있는 다양한 기본 테스트가 있다. 이 과정은 메시지 추출과 관련이 없으며, 메시지 추출은 다른 과정이자 별도의 단계이다. 스테그분석의 가장 기본적인 접근 방식은 시각 또는 청각 공격, 구조적 공격, 그리고 통계적 공격이다. 이러한 접근 방식은 사용된 스테가노그래피 알고리즘을 탐지하려고 시도한다. 이러한 알고리즘은 정교하지 않은 것부터 매우 정교한 것까지 다양하며, 초기 알고리즘은 통계적 이상으로 인해 훨씬 더 쉽게 탐지되었다. 숨겨지는 메시지의 크기는 탐지 난이도에 영향을 미치는 요인이다. 커버 객체의 전체 크기 또한 요인으로 작용한다. 커버 객체가 작고 메시지가 크면 통계가 왜곡되어 탐지가 더 쉬워질 수 있다. 메시지가 작은 더 큰 커버 객체는 통계를 감소시키고 눈에 띄지 않을 가능성을 높인다.
특정 알고리즘을 대상으로 하는 스테그분석은 훨씬 더 성공적이다. 이는 남겨진 이상 현상에 집중할 수 있기 때문이다. 분석이 일반적으로 나타내는 동작을 알고 있기 때문에 알려진 경향을 발견하기 위한 표적 검색을 수행할 수 있다. 이미지를 분석할 때 많은 이미지의 최하위 비트는 실제로는 무작위가 아니다. 카메라 센서, 특히 저가형 센서는 품질이 좋지 않아 일부 무작위 비트를 도입할 수 있다. 이는 이미지에 적용되는 파일 압축의 영향도 받을 수 있다. 비밀 메시지는 이미지의 최하위 비트에 삽입된 다음 숨겨질 수 있다. 스테가노그래피 도구를 사용하여 최하위 비트의 비밀 메시지를 위장할 수 있지만, 이는 너무 완벽한 무작위 영역을 도입할 수 있다. 이러한 완벽한 무작위화 영역은 두드러지며 압축되지 않은 이미지에서 최하위 비트를 다음으로 가장 중요하지 않은 비트와 비교하여 탐지될 수 있다.
그러나 일반적으로 스테가노그래피 기술을 사용하여 데이터에 메시지를 숨길 수 있는 많은 기술이 알려져 있다. 사용자_표준 애플리케이션을 사용할 때는 정의상 명백하지 않지만, 일부는 전문가 도구로 탐지될 수 있다. 그러나 다른 것들은 탐지에 저항한다. 즉, 가장 정교한 분석을 수행하더라도 숨겨진 메시지를 포함하는 데이터와 잡음만 포함하는 데이터를 안정적으로 구별하는 것은 불가능하다. 스테가노그래피는 스테그웨어(Stegware)라고 불리는 보다 효과적인 사이버 공격을 숨기고 전달하는 데 사용되고 있다. 스테그웨어라는 용어는 2017년에 처음 도입되어 스테가노그래피를 공격을 숨기는 수단으로 사용하는 모든 악성 작업을 설명한다. 스테가노그래피 탐지는 어렵고, 따라서 적절한 방어책이 아니다. 그러므로 위협을 막는 유일한 방법은 숨겨진 메시지를 파괴하는 방식으로 데이터를 변환하는 것인데, 이 과정을 콘텐츠 위협 제거라고 한다.

## 응용

### 현대 프린터 사용
휴렛 팩커드와 제록스 브랜드 컬러 레이저 프린터를 포함한 일부 현대 컴퓨터 프린터는 스테가노그래피를 사용한다. 프린터는 각 페이지에 작은 노란색 점을 추가한다. 거의 보이지 않는 이 점들은 인코딩된 프린터 일련 번호와 날짜 및 시간 스탬프를 포함한다.

### 현대적 실제 적용 사례
숨겨진 메시지에 비해 커버 메시지(이진 데이터에서 비트 수)가 클수록 숨겨진 메시지를 숨기기 더 쉽다(비유적으로 "건초 더미"가 클수록 "바늘"을 숨기기 더 쉽다). 그래서 많은 데이터를 포함하는 디지털 이미지는 때때로 인터넷 및 기타 디지털 통신 매체에서 메시지를 숨기는 데 사용된다. 이러한 관행이 실제로 얼마나 흔한지는 불분명하다.
예를 들어, 24비트 비트맵은 각 화소의 세 가지 색상 값(빨강, 녹색, 파랑) 각각을 나타내는 데 8비트를 사용한다. 파란색만으로도 28가지의 다른 파란색 강도 수준을 갖는다. 파란색 강도 값에서 111111112와 111111102의 차이는 인간의 눈으로는 감지하기 어려울 것이다. 따라서 최하위 비트는 색상 정보 외에 다른 용도로 거의 감지할 수 없게 사용될 수 있다. 이것이 각 픽셀의 녹색 및 빨간색 요소에도 반복된다면, 3개의 화소당 하나의 ASCII 텍스트 문자를 인코딩할 수 있다.
좀 더 공식적으로 말하면, 스테가노그래피 인코딩을 탐지하기 어렵게 만드는 목표는 페이로드(비밀리에 삽입할 신호) 주입으로 인한 캐리어(원래 신호)의 변경이 시각적으로(그리고 이상적으로는 통계적으로) 무시할 수 있도록 보장하는 것이다. 이러한 변경은 캐리어의 잡음 바닥과 구별할 수 없다. 모든 미디어가 캐리어가 될 수 있지만, 많은 양의 중복 또는 압축 가능한 정보를 가진 미디어가 더 적합하다.
정보 이론적 관점에서 볼 때, 이는 채널이 "표면" 신호가 요구하는 것보다 더 많은 채널 용량을 가져야 함을 의미한다. 즉, 여유도가 있어야 한다. 디지털 이미지의 경우 이미징 요소의 잡음일 수 있고, 디지털 오디오의 경우 녹음 기술이나 증폭 장비의 잡음일 수 있다. 일반적으로 아날로그 신호를 디지털화하는 전자 장치는 열 잡음, 플리커 잡음, 푸아송 잡음과 같은 여러 잡음원으로부터 영향을 받는다. 이러한 잡음은 캡처된 디지털 정보에 충분한 변동을 제공하여 숨겨진 데이터의 잡음 커버로 활용될 수 있다. 또한, 손실 압축 방식(JPEG 등)은 항상 압축 해제된 데이터에 약간의 오류를 도입하며, 이를 스테가노그래피 용도로도 활용할 수 있다.
스테가노그래피와 디지털 워터마킹은 비슷해 보이지만 같지는 않다. 스테가노그래피에서 숨겨진 메시지는 목적지에 도달할 때까지 손상되지 않아야 한다. 스테가노그래피는 디지털 워터마킹에 사용될 수 있는데, 이때 메시지(단순히 식별자)가 이미지에 숨겨져 있어 원본을 추적하거나 확인할 수 있도록 하거나(예: Coded Anti-Piracy), 단순히 이미지를 식별하는 데 사용될 수 있다(유리온 별자리처럼). 이러한 경우 메시지(여기서는 워터마크)를 숨기는 기술은 변조를 방지하기 위해 견고해야 한다. 그러나 디지털 워터마킹은 이미지가 변조되었는지 확인하기 위해 때때로 쉽게 수정될 수 있는 취약한 워터마크를 필요로 한다. 이것이 스테가노그래피와 디지털 워터마킹의 핵심 차이점이다.

### 정보 기관의 주장된 사용
2010년, 연방수사국은 러시아 대외정보국이 맞춤형 스테가노그래피 소프트웨어를 사용하여 해외에 주둔하는 "불법 요원"(외교적 은폐가 없는 요원)과의 특정 통신을 위해 이미지 파일 내에 암호화된 텍스트 메시지를 삽입한다고 주장했다.
2019년 4월 23일, 미국 법무부는 중국 사업가이자 제너럴 일렉트릭의 전 수석 엔지니어인 샤오칭 정(Xiaoqing Zheng)을 제너럴 일렉트릭의 지적 재산 및 영업 비밀을 훔치려는 음모 혐의로 14건의 기소를 발표했다. 정은 스테가노그래피를 사용하여 제너럴 일렉트릭에서 2만 건의 문서를 FBI가 중국 정부의 지원을 받아 설립했다고 비난한 난징의 Tianyi Aviation Technology Co.로 빼돌린 혐의를 받고 있다.

### 분산 스테가노그래피
탐지를 더 어렵게 하기 위해 여러 캐리어 파일에 페이로드를 분산시키는 방법론을 포함하여 분산 스테가노그래피 방법이 있다. 예를 들어, 암호학자 윌리엄 이스트톰(척 이스트톰)의 미국 특허 8,527,779가 있다.

### 온라인 챌린지
시카다 3301이 제시하는 퍼즐은 2012년부터 스테가노그래피와 암호화 및 기타 해결 기술을 통합하고 있다. 스테가노그래피를 포함하는 퍼즐은 다른 대안 현실 게임에서도 다뤄졌다.
더 메이 데이 미스터리의 통신은 1981년부터 스테가노그래피와 다른 해결 기술을 통합하고 있다.

### 컴퓨터 악성코드
안티바이러스 소프트웨어의 탐지를 회피하기 위해 컴퓨터 악성코드를 디지털 이미지, 비디오, 오디오 및 기타 다양한 파일 내에 스테가노그래피 방식으로 숨기는 것이 가능하다. 이러한 유형의 악성코드를 스테고 악성코드라고 한다. 이는 외부 코드에 의해 활성화될 수 있으며, 파일 판독 소프트웨어의 일부 취약성이 악용되면 악성 또는 비악성일 수도 있다.
스테고 악성코드는 파일에 스테고 악성코드가 포함되어 있는지 여부를 알지 못해도 특정 파일에서 제거할 수 있다. 이는 콘텐츠 비무장 및 재구성 (CDR) 소프트웨어를 통해 이루어지며, 전체 파일을 재처리하거나 파일에서 일부를 제거하는 것을 포함한다. 파일에서 스테고 악성코드를 실제로 탐지하는 것은 어려울 수 있으며, 가상화 환경에서 파일 동작을 테스트하거나 파일에 대한 딥 러닝 분석을 포함할 수 있다.

## 스테그분석

### 스테그분석 알고리즘
스테그분석 알고리즘은 사용 가능한 정보와 추구하는 목적에 따라 다양한 방식으로 분류될 수 있다.

#### 사용 가능한 정보에 따른 분류
스테그분석자가 명확하고 암호화된 메시지 측면에서 보유한 정보에 따라 이러한 알고리즘을 분류할 수 있다. 이는 암호화와 유사한 기술이지만, 몇 가지 차이점이 있다:
- 선택된 스테고 공격: 스테그분석자가 최종 대상 스테고와 사용된 스테가노그래피 알고리즘을 파악한다.
- 알려진 커버 공격: 스테그분석자가 초기 전도 대상과 최종 대상 스테고를 포함한다.
- 알려진 스테고 공격: 스테그분석자가 사용된 알고리즘 외에 초기 캐리어 대상과 최종 대상 스테고를 알고 있다.
- 스테고 전용 공격: 스테그분석자가 스테고 대상만 파악한다.
- 선택된 메시지 공격: 스테그분석자가 선택한 메시지에 따라 스테고 대상을 생성한다.
- 알려진 메시지 공격: 스테그분석자가 스테고 대상과 숨겨진 메시지를 소유하고 있으며, 이를 알고 있다.

#### 추구하는 목적에 따른 분류
스테가노그래피의 주된 목적은 눈에 띄지 않게 정보를 전달하는 것이지만, 공격자가 두 가지 다른 의도를 가질 수 있다:
- 수동적 스테그분석: 스테고 대상을 변경하지 않으므로, 숨겨진 정보가 있는지 여부를 확인하고 숨겨진 메시지, 사용된 키 또는 둘 다를 복구하기 위해 스테고 대상을 조사한다.
- 능동적 스테그분석: 초기 스테고 대상을 변경하므로, 정보 전송이 존재할 경우 이를 억제하려고 한다.

## 같이 보기
- 이합체시
- 암호학
- 디지털 워터마킹
- 폴리비오스 암호
- 기호학